# Trou punais
Les trous punais sont des aménagements sanitaires créés au XIIIe siècle et installés dans tous les quartiers de Paris. On les utilise alors pour déverser les immondices. Contrairement à l'épandage utilisé auparavant, les trous punais sont source de pollution de la nappe phréatique. En 1343, Charles V construit[à vérifier] des fossés d'évacuation couverts pour éviter les odeurs.